# Bue macellato
Il Bue macellato è un dipinto a olio su tavola (94x69 cm) realizzato nel 1655 dal pittore Rembrandt Harmenszoon Van Rijn.
L'opera, conservata al Musée du Louvre di Parigi, è firmata e datata "REMBRANDT F: 1655", si colloca nel filone delle scene di cucina, come Bambina con pavoni morti: anche in quest'opera, però, la figura umana occupa un posto secondario, con la donna che appena spunta dalla porta sullo sfondo.
Di questo dipinto è conosciuta un'altra versione, conservata a Glasgow, che viene comunemente attribuita a un allievo di Rembrandt: altri pittori ripresero in seguito il tema del bue macellato.